# كهف كاستانيا
يقع كهف كاستانيا في منطقة فويز، محافظة لاكونيا، اليونان. على بٌعد 11 كيلومترًا من بلدة نيبولي فويون.

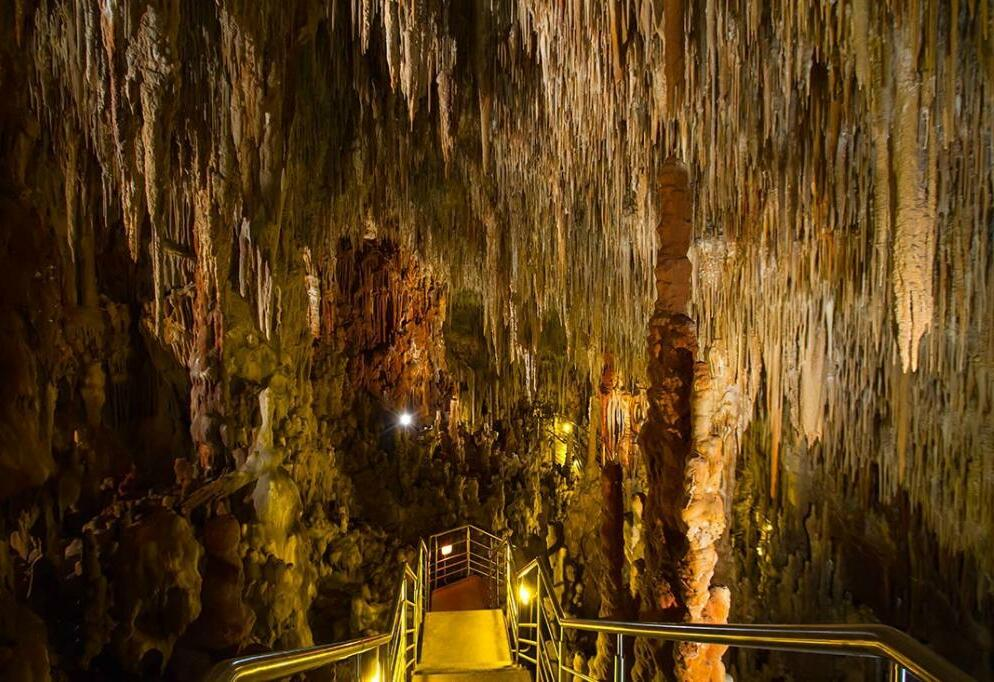
كهف كاستانيا